# Рекристалізація наноматеріалів
Рекристалізація наноматеріалів (англ. recrystallisation of nanomaterials) — зміна розміру зерен в полікристалічному твердому тілі за рахунок дифузії речовини між зернами однієї і тієї ж фази.
Наноматеріали мають досить протяжні міжзернові межі і зумовлений цим великий надлишок вільної енергії. Тому рекристалізація наноматеріалів протікає досить інтенсивно; зростання зерен може відбуватися навіть при кімнатній температурі. Самовільний ріст зерен (збірна рекристалізація) відбувається в результаті хімічної дифузії, тобто дифузійного процесу в хімічному полі, коли відсутній градієнт концентрацій, але є відмінний від нуля градієнт хімічного потенціалу.
Різниця хімічного потенціалу між зернами різного розміру зумовлена внеском поверхневої енергії в загальну енергію зерна. Відносна величина цього внеску тим більша, чим менший розмір зерна, тому при інших рівних умовах дрібні зерна мають надлишкову енергію у порівнянні з великими.
Оскільки термодинамічною причиною самовільного зростання зерен в гомогенній полікристалічній речовині є зниження загальної енергії системи, то в процесі збиральної рекристалізації розмір великих зерен зростає за рахунок зникнення частини дрібних зерен.
Рекристалізація є більш складним процесом, ніж дифузія, і не зводиться до останньої. Характеристикою збиральної рекристалізації є енергія активації. Зміна середнього розміру зерна при збиральній рекристалізації в наноматеріалах і її тривалість t пов'язані співвідношенням (D - Do)n ≈ t, де n = 1-4. З урахуванням інтенсивності рекристалізаційних процесів для збереження малого розміру зерен в наноматеріалах необхідно скорочувати тривалість і знижувати температуру спікання.